# Kate England
Kate England (Pensilvania; 26 de mayo de 1993) es una actriz pornográfica y modelo erótica estadounidense.

## Biografía
Nació en mayo de 1993 en la mancomunidad de Pensilvania, en una familia con ascendencia rusa. Tiene dos hermanos pequeños. Siendo joven se trasladó a vivir a Florida, donde se graduó en el instituto y consiguió su título de Técnico en radiología, trabajo que mantuvo hasta antes de entrar en la industria pornográfica.
A finales de 2014, con 21 años de edad, decidió debutar en el cine porno. Como actriz ha trabajado para estudios como Brazzers, Naughty America, New Sensations, Blacked, Evil Angel, Girlsway, Elegant Angel, Diabolic, Zero Tolerance, Kink, Porn Fidelity, Tushy, Nubiles, Devil's Film, Reality Kings o Bang Bros.
En 2016 recibió tres nominaciones en los Premios AVN, de las que destacaron las de Mejor actriz revelación y Mejor escena escandalosa de sexo por Taboo Family Vacation: An XXX Taboo Parody.
En 2017 fue nominada en los AVN a la Mejor escena de sexo transexual por She-Male Perverts 3. Así mismo, recibió la nominación en los Premios XBIZ en la categoría de Mejor actriz revelación. Ese mismo año grabó su primera escena de doble penetración, también la de Ashley Adams, en la película DP Me 5.
Ha grabado más de 420 películas como actriz.
Algunas películas de su filmografía son Anal Lessons 3, Asshole Auditions, Bangin' Assholes, Car Wash Girls 3, Evil Amateur Blowjobs, Foot Fetish Daily 25, Interracial Threesomes 3, My Sister's First Anal 3, She-Male Idol - The Auditions 6 o Up That White Ass 6.

## Premios y nominaciones
| Año  | Ceremonia                   | Resultado | Premio                                                           | Trabajo                                    |
| ---- | --------------------------- | --------- | ---------------------------------------------------------------- | ------------------------------------------ |
| 2016 | Premios AVN                 | Nominada  | Mejor actriz revelación                                          | —                                          |
| 2016 | Premios AVN                 | Nominada  | Mejor escena escandalosa de sexo                                 | Taboo Family Vacation: An XXX Taboo Parody |
| 2016 | Premios AVN                 | Nominada  | Premio fan: Debutante más caliente                               | —                                          |
| 2016 | Spank Bank Awards           | Nominada  | Newcummer of the Year                                            | —                                          |
| 2016 | Spank Bank Awards           | Nominada  | Born To Hand Job                                                 | —                                          |
| 2016 | Spank Bank Awards           | Nominada  | Most Luxurious Labia                                             | —                                          |
| 2016 | Spank Bank Awards           | Nominada  | Pretty In Pink                                                   | —                                          |
| 2016 | Spank Bank Awards           | Nominada  | Smooth As Silk                                                   | —                                          |
| 2016 | Spank Bank Awards           | Nominada  | Most Awe Inspiring Gape                                          | —                                          |
| 2016 | Spank Bank Awards           | Ganadora  | Best Vocals                                                      | —                                          |
| 2016 | Spank Bank Awards           | Nominada  | Prettiest Girl In Porn                                           | —                                          |
| 2016 | Spank Bank Technical Awards | Ganadora  | Most Likely To Seduce Your Cousin's Girlfriend…and/or Your Uncle | —                                          |
| 2016 | Premios XRCO                | Nominada  | Mejor actriz revelación                                          | —                                          |
| 2017 | Premios AVN                 | Nominada  | Mejor escena de sexo transexual                                  | She-Male Perverts 3                        |
| 2017 | Premios XBIZ                | Nominada  | Mejor actriz revelación                                          | —                                          |
| 2017 | Spank Bank Awards           | Nominada  | Blonde Babe of the Year                                          | —                                          |
| 2017 | Spank Bank Awards           | Nominada  | Born To Hand Job                                                 | —                                          |
| 2017 | Spank Bank Awards           | Nominada  | Most Awe Inspiring Gape                                          | —                                          |
| 2017 | Spank Bank Awards           | Ganadora  | Most Fuckable Feet                                               | —                                          |
| 2017 | Spank Bank Awards           | Nominada  | Most Photogenic Nymphomaniac                                     | —                                          |
| 2017 | Spank Bank Awards           | Nominada  | Most Underrated Slut                                             | —                                          |
| 2017 | Spank Bank Awards           | Nominada  | Most Spanked To Girl of the Year                                 | —                                          |
| 2017 | Spank Bank Awards           | Ganadora  | PAWG of the Year                                                 | —                                          |
| 2017 | Spank Bank Awards           | Nominada  | Smooth As Silk                                                   | —                                          |
| 2017 | Spank Bank Awards           | Nominada  | Asshole of the Year                                              | —                                          |
| 2017 | Spank Bank Awards           | Nominada  | Best 'Come Fuck Me' Eyes                                         | —                                          |
| 2017 | Spank Bank Awards           | Nominada  | BBC Slut of the Year                                             | —                                          |
| 2017 | Spank Bank Awards           | Nominada  | Cuckold Connoisseur of the Year                                  | —                                          |
| 2017 | Spank Bank Awards Technical | Ganadora  | Most Reliable Nympho                                             | —                                          |
| 2017 | Spank Bank Awards Technical | Ganadora  | Vixen of Versatility                                             | —                                          |
| 2018 | Premios AVN                 | Nominada  | Premio fan: Estrella mediática                                   | —                                          |
| 2018 | Spank Bank Awards           | Ganadora  | Cowgirl Connoisseur of the Year                                  | —                                          |
| 2018 | Spank Bank Awards           | Nominada  | ATM Machine                                                      | —                                          |
| 2018 | Spank Bank Awards           | Nominada  | BBC Lover of the Year                                            | —                                          |
| 2018 | Spank Bank Awards           | Nominada  | Best 'Fuck Me' Eyes                                              | —                                          |
| 2018 | Spank Bank Awards           | Nominada  | DP Dynamo of the Year                                            | —                                          |
| 2018 | Spank Bank Awards           | Nominada  | Most Beautiful Seductress                                        | —                                          |
| 2018 | Spank Bank Awards           | Nominada  | Most Fuckable Feet                                               | —                                          |
| 2018 | Spank Bank Awards           | Nominada  | Most Underrated Slut                                             | —                                          |
| 2018 | Spank Bank Awards           | Nominada  | PAWG of the Year                                                 | —                                          |
| 2018 | Spank Bank Awards           | Nominada  | Silky Smooth                                                     | —                                          |
| 2018 | Spank Bank Awards Technical | Ganadora  | Foreplay Fanatic                                                 | —                                          |